# Лохтыново
Лохтыново (пол. Łochtynowo) — деревня в Ломжинском повете Подляского воеводства Польши. Входит в состав гмины Ломжа. По данным переписи 2011 года, в деревне проживал 151 человек.

## География
Деревня расположена на северо-востоке Польши, на расстоянии приблизительно 4 километров к юго-западу от города Ломжа, административного центра повета. Абсолютная высота — 114 метров над уровнем моря. К северу от Лохтыново проходит национальная автодорога 61, к востоку — региональная автодорога 677.

## История
Согласно «Списку населенных мест Ломжинской губернии», в 1906 году в деревне Лохтыново проживало 122 человека (60 мужчин и 62 женщины). В конфессиональном отношении всё население деревни исповедовало католицизм. В административном отношении деревня входила в состав гмины Куписки Ломжинского уезда.
В период с 1975 по 1998 годы Лохтыново являлось частью Ломжинского воеводства.